# Vișinești, Dâmbovița
Vișinești este satul de reședință al comunei cu același nume din județul Dâmbovița, Muntenia, România.